# オーストリア航空グループの就航都市

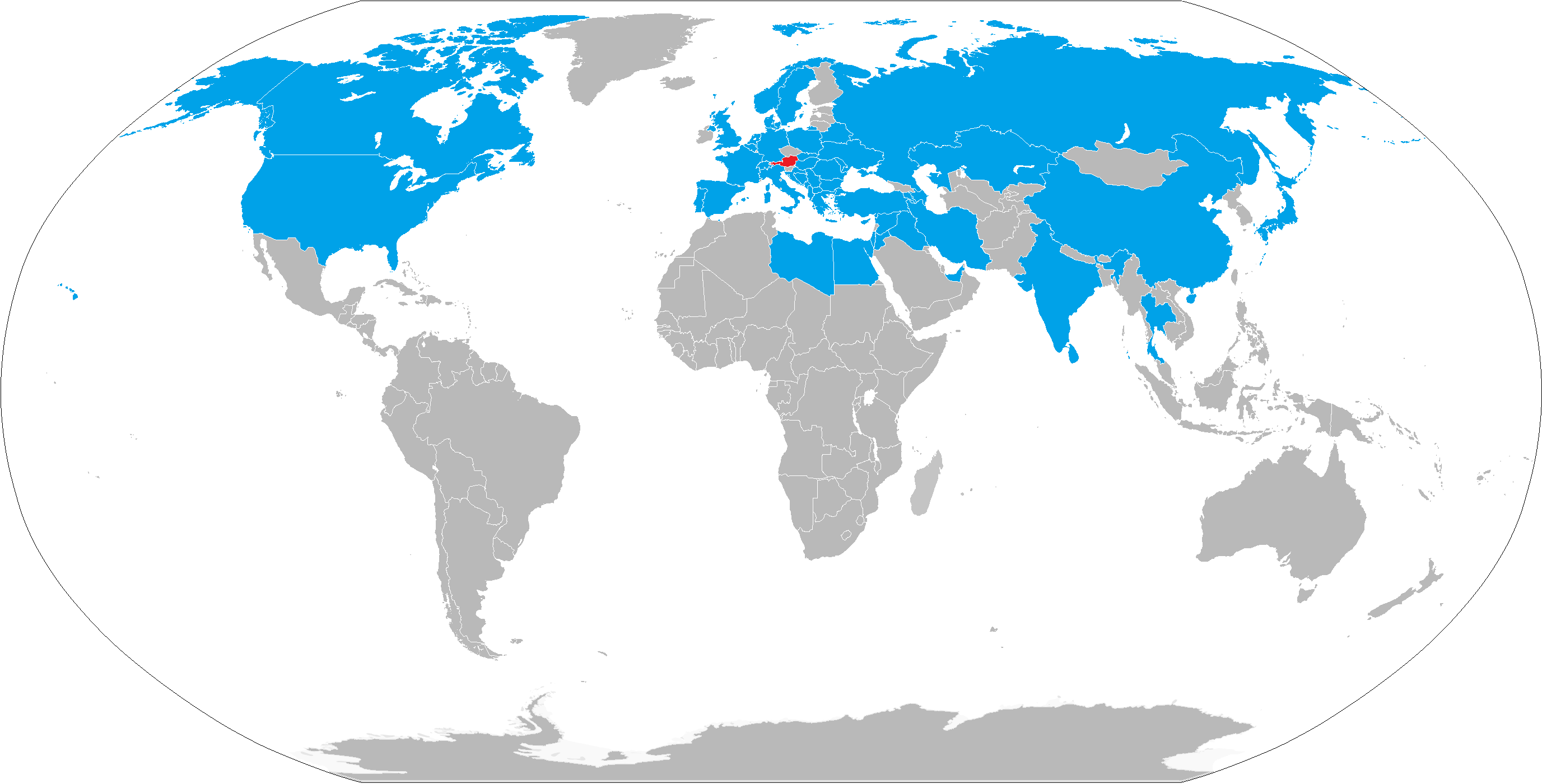
オーストリア航空の就航国

オーストリア航空の就航都市は2013年6月現在、国内線で6都市、国際線で50カ国82都市（季節運航除く）に就航している。以下の一覧はオーストリア航空グループ（オーストリア航空とチロリアン航空）の就航都市の一覧。
|  | 拠点空港 |
|  | 焦点都市 |
|  | 季節運航 |
|  | 就航予定 |
|  | 廃止路線 |
|  | 休止路線 |